# 貝爾賴夫 (伊利諾伊州)
貝爾賴夫（英語：Belle Rive）是位於美國伊利諾伊州傑佛遜縣的一個村落。

## 地理
貝爾賴夫的座標為38°13′55″N 88°44′24″W / 38.23194°N 88.74000°W，而該地最高點為海拔高度146米（即479英尺）。

## 人口
根據2010年美國人口普查的數據，貝爾賴夫的面積為2.26平方千米，當中陸地面積為2.26平方千米，而水域面積為0.00平方千米。當地共有人口361人，而人口密度為每平方千米159人。